# Paul Mattick Jr.
Paul Mattick jr. (* 1944) ist ein US-amerikanischer Philosoph und Buchautor.

## Leben
Mattick jr. ist der Sohn des Rätekommunisten und Ökonomen Paul Mattick (1904–1981) und Ilse Mattick (1919–2009). Ab 1969 gehörte er zur Gruppe Root & Branch, die sich mit dem Rätekommunismus beschäftigte und unregelmäßig dazu publizierte. Mattick studierte am Haverford College und machte seinen Master-Abschluss in Philosophie an der Harvard University, wo er auch promovierte. 1983 gab er mit Marxism – Last Refuge of the Bourgeoisie? ein Buch seines Vaters heraus, das dieser vor seinem Tod fast fertiggestellt hatte.
Mattick lehrte bis zu seiner Emeritierung Philosophie an der New York Adelphi-Universität und war von 1987 bis 2004 langjähriger Herausgeber des International Journal of Political Economy. Als Herausgeber und Autor ist er an der New York Zeitschrift The Brooklyn Rail beteiligt. Zu seinen Themenschwerpunkten gehören die Kritik der Politischen Ökonomie und Kunst.

## Veröffentlichungen (Auswahl)
- Eighteenth Century Aesthetics and the Reconstruction of Art, Cambridge University Press, Cambridge 1993.
- Art in Its Time: Theories and Practices of Modern Aesthetics, Routledge, London 2003.
- Business as usual. The Economic Crisis and the Failure of Capitalism, Reaktion Books, London 2011, ISBN 978-1-86189-801-2.
  - deutschsprachige Ausgabe: Business as Usual. Krise und Scheitern des Kapitalismus, aus dem Englischen von Felix Kurz, Edition Nautilus, Hamburg 2012, ISBN 978-3-89401-754-5.
- Theory as Critique. Essays on Capital, Brill, Leiden 2018, ISBN 978-90-04-36656-5.
- Social Knowledge: An Essay on the Nature and Limits of Social Science, Brill, Leiden 2020, ISBN 978-90-04-41482-2 (erste Auflage 1986).
- The Return of Inflation: Money and Capital in the 21st Century, Reaktion Books, London 2023, ISBN 1-78914-791-3.
  - deutschsprachige Ausgabe: Die Rückkehr der Inflation. Geld und Kapital im 21. Jahrhundert, aus dem Englischen von Felix Kurz, Dietz Verlag, Berlin 2024, ISBN 978-3-320-02417-8.